# Cataracte (maladie)
Pour les articles homonymes, voir Cataracte.
 Mise en garde médicale
La cataracte est l'opacification partielle ou totale du cristallin, lentille convergente située à l'intérieur de l'œil. Cette opacification est responsable d'une baisse progressive de la vue, au début accompagnée de gêne à la lumière (photophobie). Cette baisse de la vision peut être rapide (quelques semaines) si elle est causée par un traumatisme.

## Étymologie
Le terme cataracte (maladie) a la même étymologie que cataracte (chute d'eau). Les deux termes proviennent du grec kataraktès (kata, « désagrément » et un dérivé de rhégunai, « briser en éclats »)  désignant une chute d'eau, en latin classique cataracta.
Toutefois, pour désigner la cataracte maladie, les médecins grecs utilisent le terme d'upoxusis et les médecins latins emploient le terme de suffusio (épanchement  de liquide) pour expliquer la cataracte (vision comme brouillée, à travers de l'eau) .
Au VIe siècle, le bas latin médical reprend le terme de cataracta (chute d'eau) mais qui désigne aussi au Moyen Âge la grille ou la porte qui s'abat, la herse.
Le terme médical français cataracte apparait vers 1340 chez Guy de Chauliac (imprimé en 1503), le malade ayant l'impression qu'un voile, ou de l'eau, s'abat sur ses yeux.

## Historique
Cette maladie est connue depuis l'Antiquité aussi bien chez les Chinois, les Sumériens, les Indiens (première description de l'opération extra-capsulaire de la cataracte dans le traité de chirurgie सुश्रुतसंहिता / Suśruta Samhita de Sushruta), les Égyptiens (attestée sous les Ptolémées) que chez les Grecs et les Romains où elle est observée chez les animaux et chez l'Homme. Aulus Cornelius Celsus décrit l'opération (pratiquée notamment par le médecin Galien qui se servait d’une aiguille insérée dans l'œil derrière le cristallin) et le traitement de la cataracte, dans son traité de médecine De Arte medica : sur des cachets à collyres, faisant office de tampon, sont inscrits le nom des ingrédients et du médecin oculiste. La chirurgie de l'époque utilise une aiguille non stérile dont l'extrémité pointue perce l'œil au niveau de la pars plana pour basculer le cristallin cataracté dans le corps vitré (technique de l'abaissement du cristallin) et l'extrémité émoussée chauffée à blanc cautérise la plaie.
Durant le Moyen Âge, au Xe siècle, en Andalousie musulmane, un savant et chirurgien du nom de Abulcasis (env. 950-1013) décrit deux procédés chirurgicaux de son invention, l'un pour la cataracte d'adulte et l'autre pour la cataracte d'enfant. Il opérait la cataracte avec un outil semblable à une cuillère adapté aux âges des patients. L'ouvrage de ce savant, Kitab Al Tasrif, est actuellement conservé au musée national de Madrid. Les andalous modernes lui ont érigé un buste à Cordoue, non loin de la cité de médecine de cette ville.
Au XIe siècle, Omar ben Ali el Mausli décrit une nouvelle technique : l'évacuation des débris de cristallins par aspiration buccale, à l'aide d'une aiguille creuse à ouverture latérale.
Pierre Franco, au XVIe siècle, est un pionnier français du traitement chirurgical de la cataracte.
Le médecin-major des hôpitaux du roi, Michel Brisseau, est le premier, en 1705, à décrire, à partir d'autopsies, la cataracte comme une opacification du cristallin.
Jacques Daviel est le père de la chirurgie moderne de la cataracte : dans la lignée des opérations réalisées à partir de 1708 par Charles Saint-Yves et Jean Méry, il généralise, à partir de 1741, la pratique de l'extraction du cristallin, qui remplace progressivement l'ancienne par abaissement du cristallin (cette dernière restera utilisée jusqu'au XIXe siècle en Occident et est encore pratiquée en Afrique par des sorciers chirurgiens). La méthode de Daviel améliorée par  Georg Joseph Beer (extraction intracapsulaire du cristallin) et Albrecht von Gräfe (incision linéaire périphérique) a laissé place aux techniques modernes microincisionnelles,. La technique opératoire moderne la plus répandue nommée phacoémulsification a été développée par le Dr Charles Kellman en 1967. L'intervention consiste à aspirer la cataracte au travers d'une microincision avant de la remplacer par un cristallin artificiel dit implant.
La cataracte a été décrite sous diverses formes et l'on utilise souvent la peinture de Claude Monet pour illustrer comment elle peut influencer la perception des images et des couleurs : Monet a peint des séries d'un même sujet sur des années alors que sa maladie déformait progressivement sa vue.

## Épidémiologie

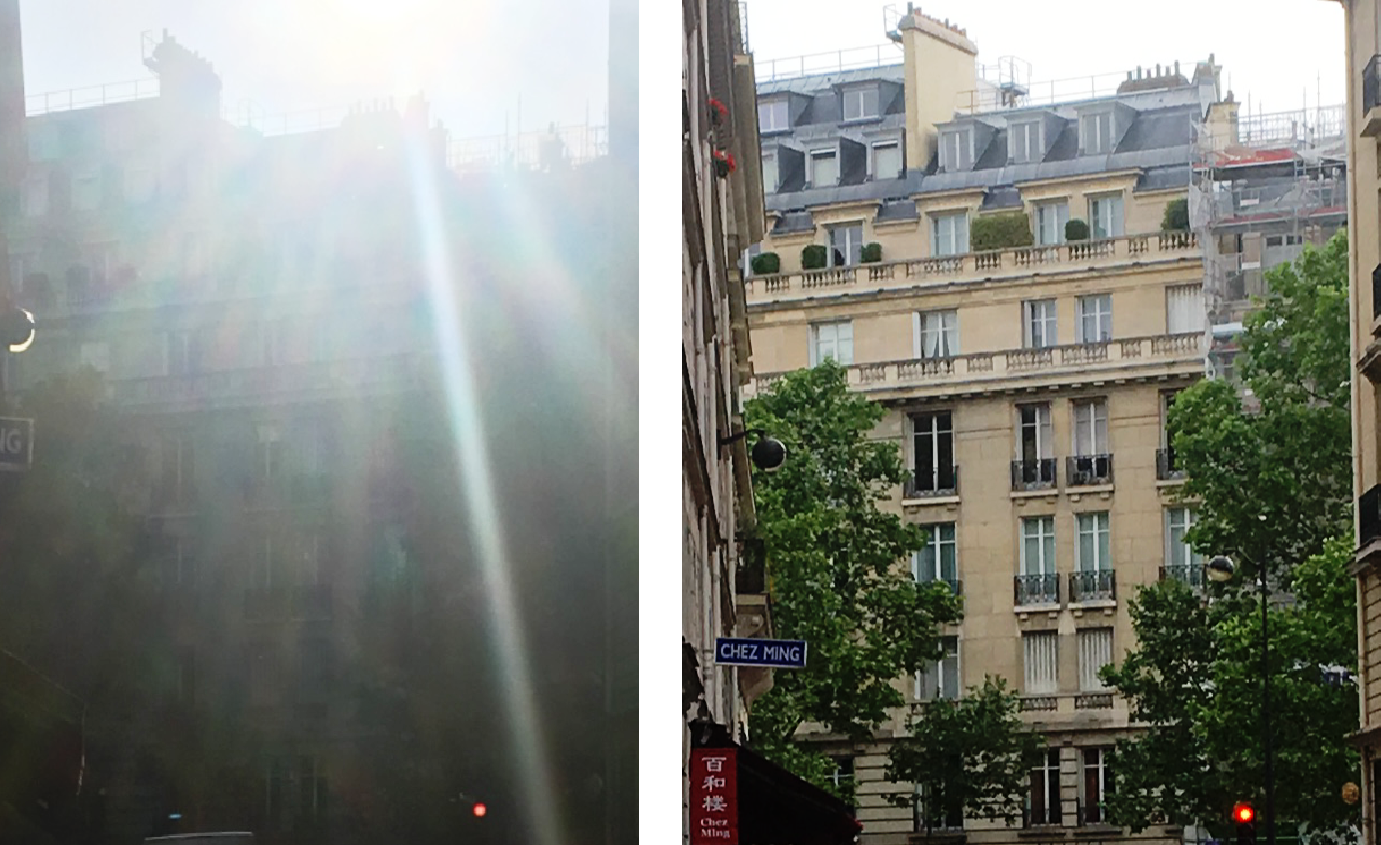
Photo de gauche simulant la vision d'une vue ensoleillée à travers la maladie de la cataracte. Image de droite est la vision après l'opération de la cataracte.

La cataracte est la première cause de cécité dans les pays en voie de développement : elle explique près de 40 % des 37 millions d'aveugles dans le monde. Il s'agit donc d'un problème de santé publique majeur dans ces pays, d'autant que le traitement est connu et son application n'est limitée que par le problème de coût. Les facteurs favorisants en sont la dénutrition, la déshydratation, l'exposition au soleil. Elle survient alors chez le sujet relativement jeune.
Dans les pays développés, la cataracte est majoritairement observée chez la personne âgée, on la dénomme alors « forme sénile » : des petites opacités existent chez 50 % des personnes à l'âge de 60 ans, 70 % des personnes à l'âge de 70 ans. Néanmoins, elle débute généralement en même temps que la presbytie vers 45 ans et elle est favorisée par le tabagisme ou la forte myopie. Il existe des cas de cataracte congénitale. Aux États-Unis, près de 20 millions d'adultes de plus de 40 ans en sont atteints (chiffres 2004).

## Types

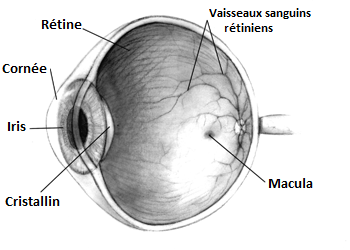
Vue en coupe montrant la position du cristallin dans l'œil humain.

Les cataractes se différencient par leur localisation : capsulaire ou sous-capsulaire, corticale ou nucléaire, équatoriale ou polaire.
Les cataractes peuvent être  partielles ou complètes, stables ou évolutives, solides ou molles. Le type principal en relation avec l'âge est une sclérose du nucléus, corticale, et postérieure sous-capsulaire.
La sclérose nucléaire est la forme la plus commune et concerne la partie centrale de la lentille ou nucléus. Avec le temps, celui-ci devient dur et scléreux du fait de la condensation des composants de la lentille avec des dépôts de pigments bruns à l'intérieur de la lentille. À un stade avancé, elle est dénommée cataracte brunescente. Ce type de cataracte peut causer des changements de la vue aboutissant à la myopie et causer des problèmes pour la vision de loin alors que la lecture est moins affectée.

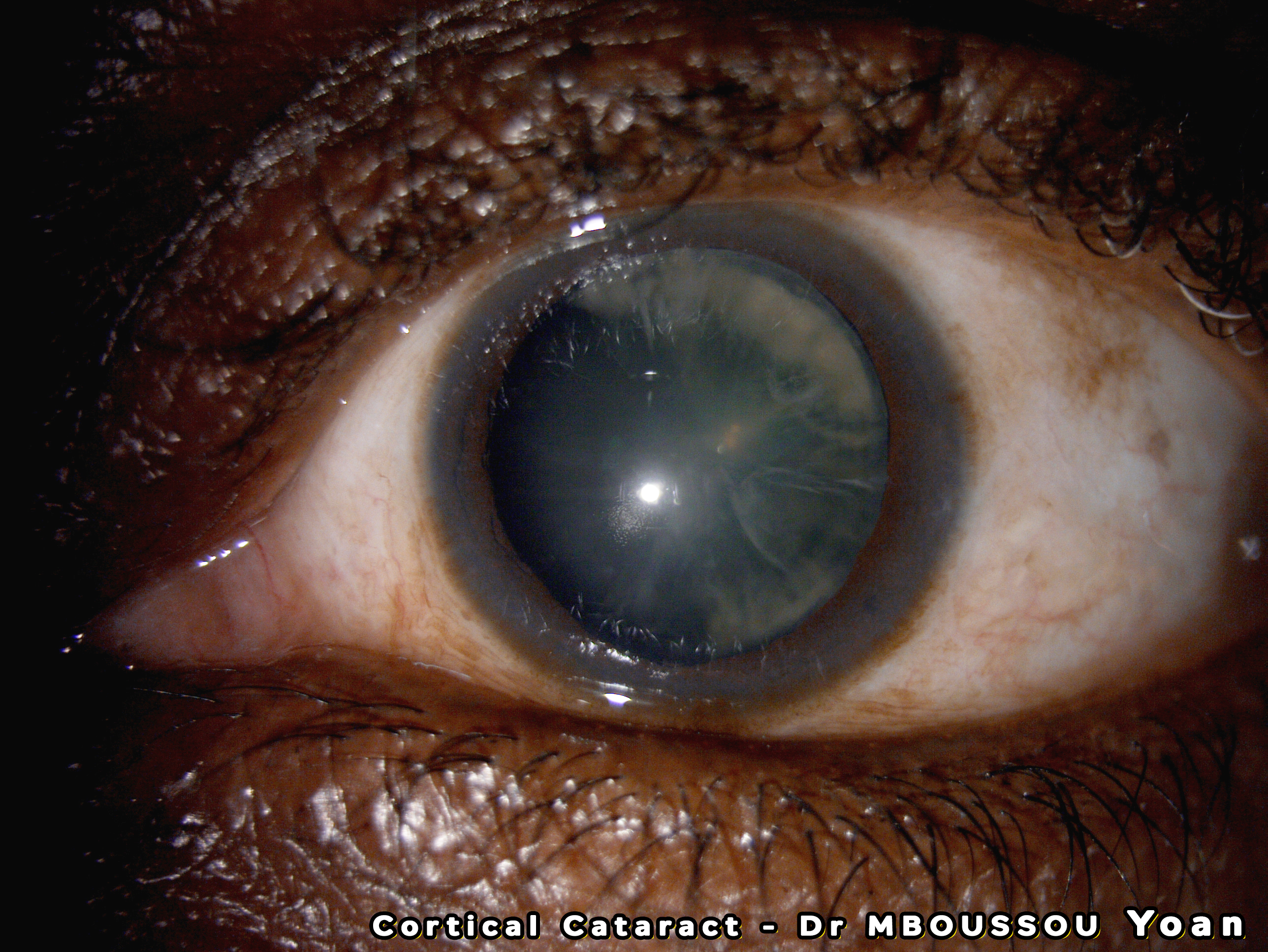
cataracte corticale à l'examen de lampe à fente.

La cataracte corticale est liée à l'opacification du cortex de la lentille (couche externe). Elle survient quand un changement apparaît dans le contenu hydrique de la périphérie de la lentille entraînant la formation de  fissures. Quand ce type de  cataractes est vu à travers un ophtalmoscope ou un autre système grossissant, l'apparence est identique aux rayons blancs d'une roue pointant vers l'intérieur. Les symptômes comportent souvent des  problèmes avec des éblouissements et une vision floue la nuit.
La cataracte postérieure sous-capsulaire est diffuse à la partie postérieure de la lentille contre la  capsule (ou sac) qui maintient la lentille en place. Du fait de la focalisation de la lumière à la partie postérieure de la lentille, elle peut engendrer des symptômes disproportionnés par rapport à leur taille.
La cataracte mature est l'une des cataractes dans lesquelles toutes les protéines de la lentille sont devenues opaques alors que dans la cataracte immature il persiste un certain degré de transparence des  protéines. Dans la cataracte hypermature, aussi dénommée cataracte de Morgagni, les protéines de la lentille sont devenues liquides. La cataracte congénitale, qui peut n'être détectée que chez l'adulte, répond à une classification différente et inclut des cataractes lamellaires, polaire et suturale,.
Les cataractes peuvent être classifiées en utilisant le LOCS III, de l'anglais : Lens Opacities Classification System III. Les cataractes sont ainsi classifiées selon leur type, cataracte nucléaire, corticale, ou postérieure, puis selon leur sévérité sur une échelle de 1 à 5. Le système LOCS III est très  reproductible.
On parle aussi de « cataracte infantile » ou « congénitale » quand elle survient chez l'enfant ou in utero à la naissance. Dans près de la moitié des cas (quel que soit le pays), aucune cause (étiologie) n'est retrouvée, mais plusieurs facteurs de risques ont été scientifiquement détectés (voir plus bas) par les études faites jusqu'en 2005) :

## Causes
Elles se différencient aussi par leur cause :
- la cataracte sénile : l'immense majorité des cataractes apparaît spontanément avec l'âge, après 70 ans, de façon très progressive, sans cause déclenchante particulière[18].
Certains facteurs peuvent cependant jouer un rôle aggravant et précipiter l'apparition de la maladie :  l'exposition prolongée aux ultraviolets, les rayonnements ionisants, le tabagisme, l'hérédité, certains traitements comme des corticothérapies prolongées, le diabète, certaines maladies métaboliques, certains antidépresseurs[19].
Avec le passage du temps, les facteurs environnementaux entrainent la dénaturation des protéines du cristallin. Ce sont en particulier les toxines, les radiations et surtout les UV qui ont un effet cumulatif. Ces effets sont majorés par l'absence de protection et de mécanisme de restauration possible dans les cellules du cristallin qui sont énucléées[20] ;
- Les cataractes médicamenteuses induites par les corticoïdes, les sels d'or, la chlorpromazine ou l'allopurinol[21]
- la cataracte traumatique est d'évolution le plus souvent rapide ; les traumatismes par objets émoussés causent des  gonflements, des amincissements ou une opacification des fibres de la lentille. Alors que le gonflement se résorbe habituellement avec le temps, la coloration blanche peut rester. Lors des traumatismes sévères ou les plaies pénétrantes de l’œil, la capsule dans laquelle la lentille cristallinienne siège peut être endommagée. Ceci permet à l'eau contenue dans les autres compartiments d'entrer rapidement dans les fibres de la lentille entraînant le gonflement et l'obscurcissement qui gêne le passage de la lumière vers la rétine sur la face postérieure de l’œil. À la suite de décharges électriques, une cataracte peut se développer dans 7 à 8 % des cas[22] ;
- les radiations : la lumière ultraviolette, et en particulier les  UV-B, est connue pour être la cause de cataractes et il existe des preuves que le port des lunettes de soleil dès le plus jeune âge peut ralentir le développement d'une cataracte du sujet âgé[23]. Il faut noter que les fibres de la lentille cristallinienne filtrent la lumière UV, si bien qu'après son ablation chirurgicale, on devient capable de percevoir les rayons UV[24]. Il a été reconnu sur des expérimentations animales et sur des études épidémiologiques chez l'humain, que les  micro-ondes peuvent causer des  cataractes. Le mécanisme n'est pas clair mais pourrait inclure des changements de la sensibilité des enzymes à la chaleur qui protège habituellement les protéines de la lentille. Un autre  mécanisme qui a été avancé est un dommage  direct à la lentille par la pression des ondes induites dans l'humeur aqueuse. Les cataractes ont aussi été associées à l'exposition aux radiations ionisantes et aux rayons X. En plus des mécanismes précédemment mentionnés, les dommages sur l'ADN des cellules germinatives du cristallin ont été pris en considération[25]. Finalement, qu'il s'agisse de traumatisme électrique ou thermique, on aboutit à une dénaturation des protéines qui conduisent la lumière avec une opacification de la lentille résultant d'un phénomène de coagulation des protéines[20]. Ceci est le même  processus que quand l'albumine de l’œuf devient blanche et opaque lors de la cuisson. Ces types de cataractes sont souvent rencontrées chez les souffleurs de verre et les travailleurs de fours. Les lasers d'une certaine puissance sont connus pour entraîner des dommages pour l’œil et la peau, d’où l'importance des mesures de sécurité (laser à fluorure de krypton) ;
- la cataracte secondaire à des affections graves de l'œil (uvéites anciennes, décollement de la rétine ancien) ;
- les cataractes héréditaires : la composante génétique est marquée dans le développement des cataractes, principalement à travers les mécanismes qui protègent et maintiennent l'intégrité du cristallin. La présence de cataractes dès l'enfance ou les premiers moments de la vie peuvent occasionnellement être à des syndromes particuliers (indication d'une intervention chirurgicale plus ou moins rapide selon l'importance de l'opacité du cristallin).
Les exemples d'anomalies chromosomiques associées  avec la survenue de cataractes comprennent : le 1q21.1 deletion syndrome (en), la maladie du cri du chat, le syndrome de Down ou trisomie 21, le syndrome de Patau ou trisomie 13, le syndrome d’Edwards ou trisomie 18 et le syndrome de Turner.
Des exemples de désordre d'un seul gène comprennent : le syndrome d'Alport, le syndrome de Conradi-Hünermann ou chondrodystrophie calcifiante congénitale, la dystrophie myotonique de Steinert , le syndrome oculo-cérébro-rénal ou syndrome de Lowe ;
- les maladies de la peau : du fait de la même origine embryologique de la peau et du cristallin, ils peuvent être affectés par des maladies identiques. La dermatite atopique et l'eczéma peuvent  occasionnellement se compliquer de cataractes secondaires à des ulcères.
L'ichtyose est une maladie  autosomique récessive  associée avec des  cataractes cunéiformes et  scléroses du noyau. Les  névus basocellulaires et le pemphigus peuvent donner lieu aussi à de telles associations ;
- l'utilisation des drogues : la fumée de cigarette entraîne une augmentation d'au moins deux fois le risque de sclérose du nucleus dans les cataractes fibreuse et multiplie par trois le risque de cataracte sous capsulaire postérieur[26]. Il existe une évidence sur l'effet délétère de l'alcool. Quelques études ont montré un lien  mais d'autres non chez des patients suivis au long cours[27].

- la cataracte congénitale ou de l'enfant a été reliée à des facteurs de risques, dont :
  - une malformation de type persistance de la vascularisation fœtale ;
  - l'hérédité (étiologie estimée comme principale dans 29 %  des cas dans les pays développés et 18 % dans les  pays en voie de développement)[17] ;
  - l'âge  de  la  mère  au  moment de  la  fécondation (âge supérieur à 40 ans) : risque ratio = 2,27 (IC 95 % =1,36-3,77) (p=0,03)[17] ;
  - le  fait  d’avoir  subi une césarienne a également été associé à un risque élevé[17] ;
  - un poids à la naissance de moins de 2 500 g, âge gestationnel de moins de 37 semaines et taille inférieure à 48 cm ; ce sont 3 facteurs associés à un risque très élevé de cataracte bilatérale[17] ;
  - une exposition aux rayonnements ionisants via l'alimentation ; elle semble augmenter le risque de cataracte subcapsulaires  du  cristallin selon Day et al.[28] sur la base des données médicales réunies après la catastrophe de Tchernobyl, ce qui pourrait aussi être une explication pour certains des cas non expliqués (50 % des cas) selon G. Landon (2008)[17].

## Sémiologie
Signes cliniques observés évocateurs de la cataracte :
- baisse de l'acuité visuelle d'évolution progressive, le plus souvent bilatérale ;
- gonflement du cristallin et modification de son indice de réfraction aux longueurs d'onde visibles, d'où apparition d'une myopie d'indice (elle n'est pas dû à une « malformation » de l’œil, uniquement à un changement dans la réfraction des rayons lumineux) le plus souvent asymétrique ;
- troubles du sommeil et du rythme circadien[29].

La baisse d'acuité visuelle est chiffrée par les échelles de Monoyer et de Parinaud pour chaque œil. Ces mesures permettent une évaluation objective de la gêne, même si la prise en charge sera majoritairement dépendante de la gêne ressentie.
Des signes moins fréquents peuvent être observés :
- modification de la perception des couleurs ;
- éblouissement[30] ;
- diplopie monoculaire (qui persiste à l'occlusion d'un œil) ;
- sensation de brouillard devant les yeux.

L'examen du cristallin à la lampe à fente pose le diagnostic et précise le type de la cataracte : sous-capsulaire, corticale, nucléaire voire cortico-nucléaire, polaire, zonulaire. Celui-ci oriente vers les causes à l'origine de la cataracte.
Le diagnostic est donc clinique.

## Examens complémentaires
Ils dépendent fortement du contexte clinique et de la prise en charge envisagée. Ils sont néanmoins systématiques lorsque la cataracte est totale ou que la rétine n'a pu être visualisée à la lampe à fente (en contexte d'hémorragie intra-vitréenne par exemple).

## Recherche
Les aspects « moléculaire » sont étudiés depuis les années 2000, grâce notamment à l'examen de la membrane du cristallin par un microscope à force atomique (AFM). Deux familles de protéines sont étudiées dans les membranes de cristallins sain et pathologique : les aquaporines et les connexons. Les aquaporines (protéines de 5 nanomètres) servent de canaux pour l'eau. Dans le tissu pathologique, le manque de connexons (qui assurent le passage des métabolites et des ions) empêche la formation des canaux assurant la communication entre les cellules. Ces modifications moléculaires expliquent le manque d'adhérence, l'accumulation de déchets dans les cellules et les défauts de transport de l'eau, des ions et des métabolites au sein de ce tissu atteint de cataracte.

## Traitement

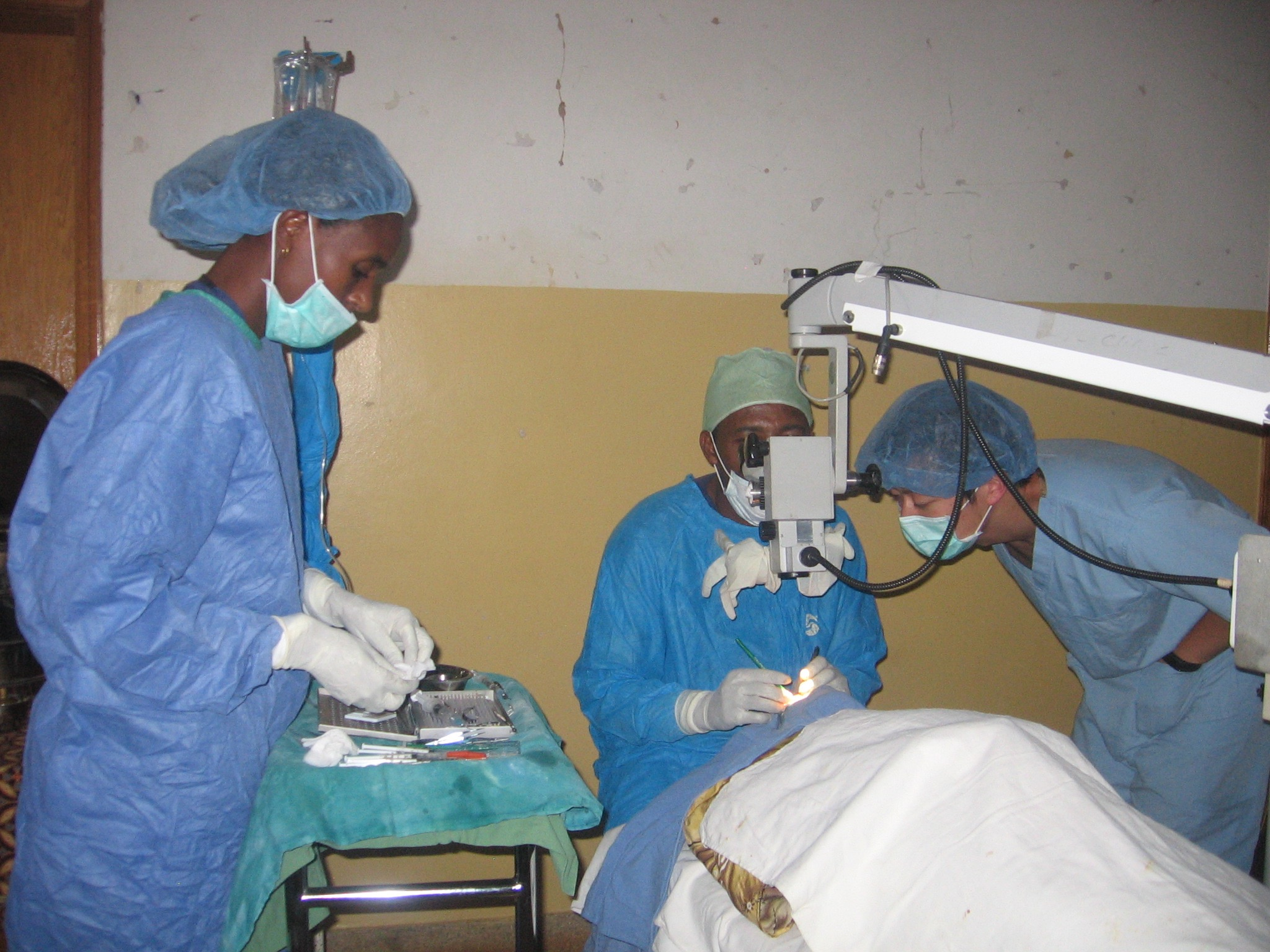
Opération de la cataracte à Bedele (Éthiopie).

Le seul traitement efficace de la cataracte est la chirurgie. L'intervention consiste à enlever le cristallin opaque, et le remplacer par un implant intra-oculaire (en) qui prend place dans l'« enveloppe » du cristallin (appelée capsule) laissée partiellement en place pendant l'intervention (extraction extra-capsulaire). Cette intervention se fait classiquement sous anesthésie de contact ou locale. L'anesthésie générale est réservée aux très rares cas où l'anesthésie locale n'est pas possible (patient agité, démence, sujet psychiatrique, enfant...). L'intervention dure une dizaine de minutes, est indolore, et la vue revient très rapidement, sous réserve de la normalité des autres structures oculaires.
L'intervention se fait le plus souvent en ambulatoire, c'est-à-dire sans hospitalisation, ou alors avec une hospitalisation très courte, selon les cas.
L'implant intraoculaire type est monofocal, pour une correction uniquement de loin. L'implant aura ainsi besoin de porter une correction pour la vision de près. L'implant peut également être à focales multiples permettant une vision correcte de près comme de loin. On parle alors de lentilles bi ou tri focales. Il existe également des lentilles toriques pour la correction des astigmatismes, corrigeant la réfraction sur un axe spécifique lorsque les rayons de courbure de la cornée ne sont pas réguliers. Depuis 2015 approximativement, sont commercialisées des lentilles dites à profondeur de champ élargie (EDOF, pour Extended Depth Of Focus) qui permettent de voir sur toutes les distances.
Il peut comporter un filtre jaune pour la lumière bleue même si des modifications des rythmes circadiens peuvent être associées aux implants filtrant la lumière bleue. Il existe également depuis quelques années des lentilles photochromiques, ou dont la vergence peut-être modifiée post opératoire, mais elles sont peu utilisées.
La complication la plus fréquente de l'intervention est la cataracte secondaire qui peut apparaître quelques jours à quelques années après l'intervention. Elle correspond à une opacification de la capsule. Cette opacification se traite par capsulotomie, le plus souvent au laser Nd-YAG. Des impacts focalisés sur la capsule vont la déchirer et rendre immédiatement une vue normale. Il arrive également que l'un des points de suture sur la cornée ne soit plus parfaitement étanche. Le chirurgien observe alors le signe de Seidel, qui traduit la fuite d'humeur aqueuse à travers la perforation. La prise en charge doit être rapide et adaptée, l'œil étant exposé à un grand risque septique.
Néanmoins, les sutures ont pratiquement disparu, les incisions non astigmatogènes étant maintenant de 2,2 mm en routine, contre 3,2 mm dans les années 2000. La prudence veut qu'on ne traite jamais les deux yeux au cours de la même séance.
Dans les pays les moins avancés, l'intervention préférentielle (pour des raisons de coût) reste l'extraction intra-capsulaire du cristallin, où l'enveloppe (la capsule) est retirée en même temps que ce dernier. Les résultats sont moins bons que l'extraction extra-capsulaire.

### L'intervention

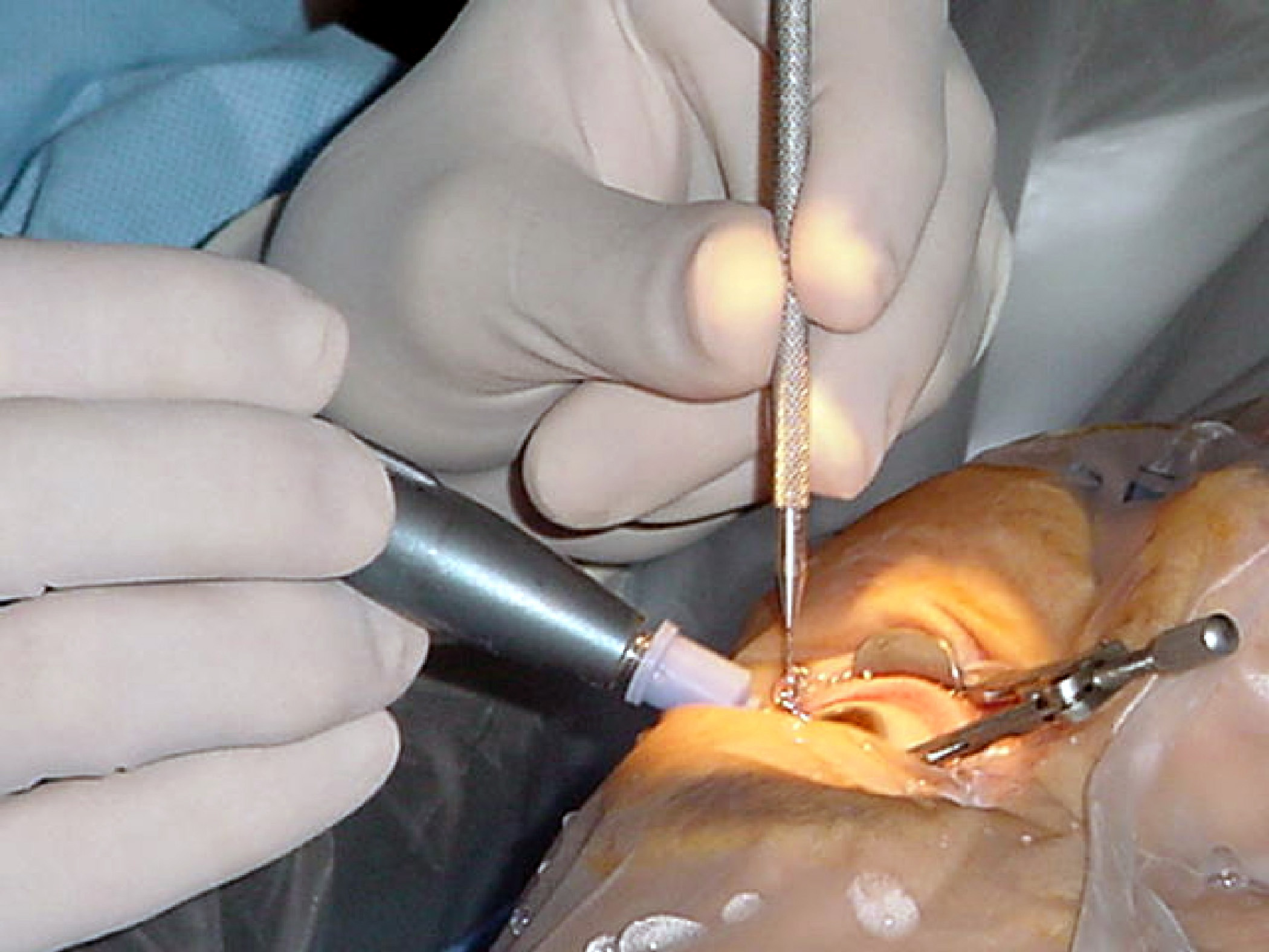
Remplacement du cristallin malade par un implant synthétique (œil gauche).

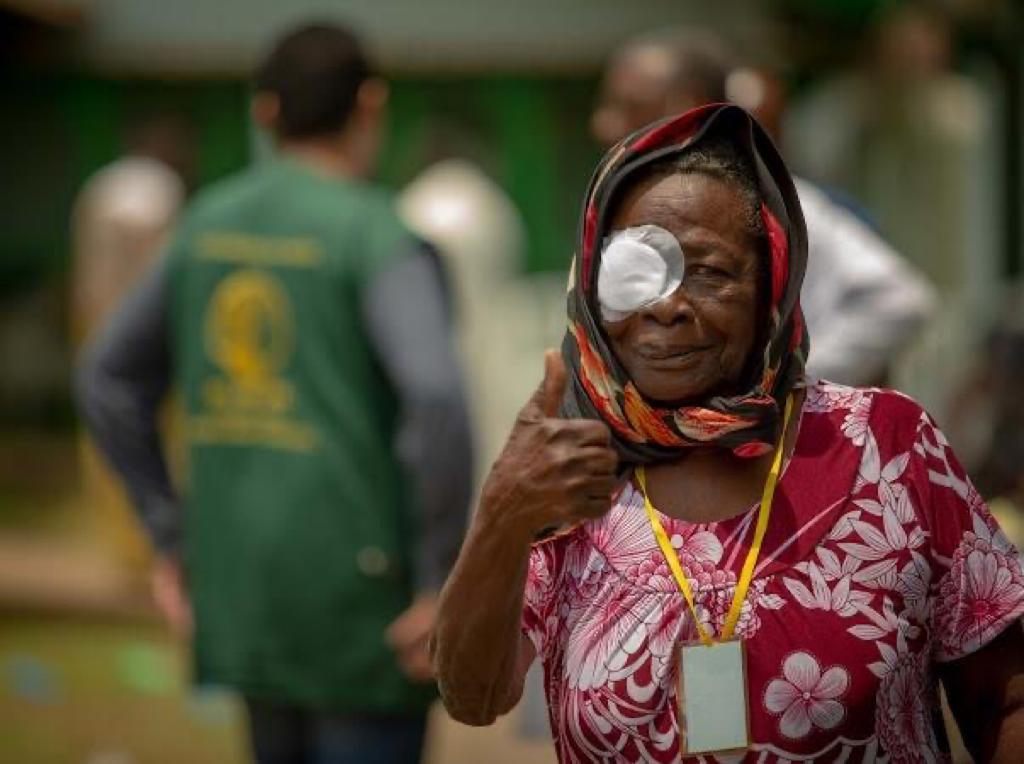
Femme congolaise après une intervention réussie.

En termes chirurgicaux, l'opération d'une cataracte sénile est décrite comme suit : extraction extracapsulaire du cristallin latéralisé (droit ou gauche) par phacoémulsification (technique chirurgicale utilisée pour fragmenter le cristallin in situ) par ultrasons avec conservation de la capsule postérieure et mise en place d'un implant intracapsulaire.
L'intervention se passe sous microscope opératoire. L'extraction extra-capsulaire consiste à retirer seulement le contenu opacifié du cristallin par une petite incision de 2,2 à 3,2 millimètres, la routine étant aujourd’hui de 2,2 mm et peut même descendre à 1,8 mm pour la chirurgie dite bi-manuelle. Le cristallin est fragmenté par des ultrasons puis aspiré. L'implant est ensuite introduit grâce à un injecteur, sans élargir l'incision initiale. Cette technique de phacoémulsification par ultrasons est pratiquée par une toute petite incision en général sans suture.
Progrès réalisés dans l'opération de la cataracte, :
- réduction des complications par une meilleure organisation des blocs opératoires, le perfectionnement des machines, les méthodes d'accréditation qui établissent des protocoles précis d’asepsie et l'application de méthodologies préventives de l'infection ;
- progrès des implants : les matériaux acryliques hydrophiles ou hydrophobes souples les rendent injectables sans élargir les incisions, implants à bords carrés pour la prévention de l'opacification capsulaire secondaire, implants avec filtre à lumière bleue pour la protection de la rétine, implants asphériques pour améliorer la qualité de la vision, l'implant torique pour la correction de l'astigmatisme, l'implant ajustable à la lumière ;
- la correction de la presbytie par un implant progressif associée à l'opération de la cataracte est une option intéressante, l'intervention de la cataracte devenant alors une véritable chirurgie réfractive[36] ;
- en termes anesthésiques, l'intervention peut facilement être réalisée sous anesthésie locale par topiques[32] associée à une sédation intraveineuse. Dans certains mais très rares cas, l'intervention peut nécessiter le recours à une anesthésie locorégionale péri-bulbaire voire à une anesthésie générale ;
- utilisation récente de laser, pour réaliser les incisions, et commencer à réduire le cristallin, mais procédure économiquement peu utilisée, avec des résultats encore incomplets, dus notamment à l'absence d'extraction couplée au laser. De plus, elle nécessite l'utilisation conjointe d'une machine de phaco émulsification classique pour extraire les fragments cristalliniens ;
- photo-ablation avec un laser dit à masque de phase permettant une réduction de la lentille en petits carrés de 200 microns. Actuellement à l'étude, cette technique inventée et développée à Saint-Étienne est très prometteuse car permettant rapidité, efficacité, avec l'utilisation d'une seule machine.

Voir aussi : Implant torique

### Traitement médicamenteux
Il n'existe à l'heure actuelle aucun traitement médicamenteux permettant la prévention ou la guérison de la cataracte. Les traitements médicamenteux utilisés dans la cataracte sont uniquement les collyres péri-opératoires, comme les collyres antibiotiques et les corticoïdes oculaires pour leurs effets anti-inflammatoires.
Depuis les années 1990, un biochimiste russe propose l'utilisation de la N-acétylcarnosine (en) en collyre, en raison des propriétés anti-oxydatives de cet acide aminé, comme traitement préventif et curatif,. Les études plus récentes restent sceptiques sur l'efficacité de ce traitement, le manque de données ne permettant pas d'affirmer une réduction ou une prévention des symptômes de la cataracte par ce composé chimique.
Plus récemment, le rôle de l'eau de coco a été évalué comme ralentisseur de la cataracte chez le patient diabétique. Le mécanisme retenu est une probable diminution du stress oxydatif.

## Formes cliniques

### Cataracte dans l'enfance
Les causes principales de la cataracte dans l'enfance sont :
- la dystrophie myotonique de Steinert ;
- la xanthomatose cérébrotendineuse.

### Cataracte avant 60 ans
- Dystrophie myotonique de Steinert.

### Cataracte radio-induite
Suggérée dès 1897 par Chalupecky, les effets des rayons X sur le cristallin, sont responsables d'une cataracte, qui apparait différente de la cataracte sénile commune. La première description en revient à Rohrschneider en 1930 qui décrit des opacités sous capsulaires postérieures en « cuivre battu », survenant au décours des traitements radiothérapiques des tumeurs de la face (en particulier des paupières ou des orbites) pour une dose estimée initialement en 1950 à 5 à 15 Gy, puis évaluée à l'aide d'un mannequin anthropomorphique par Merriam en 1957 à 2 Gy en dose unique ou 4 Gy en dose fractionnée. Le délai d’apparition est inversement proportionnel à la dose et allongé par le fractionnement des doses délivrées. Il peut varier entre 6 mois et 35 ans ; la moyenne serait environ de 2 à 3 ans. La cataracte radio-induite constitue la 6e maladie professionnelle dans la législation française.